# 地精

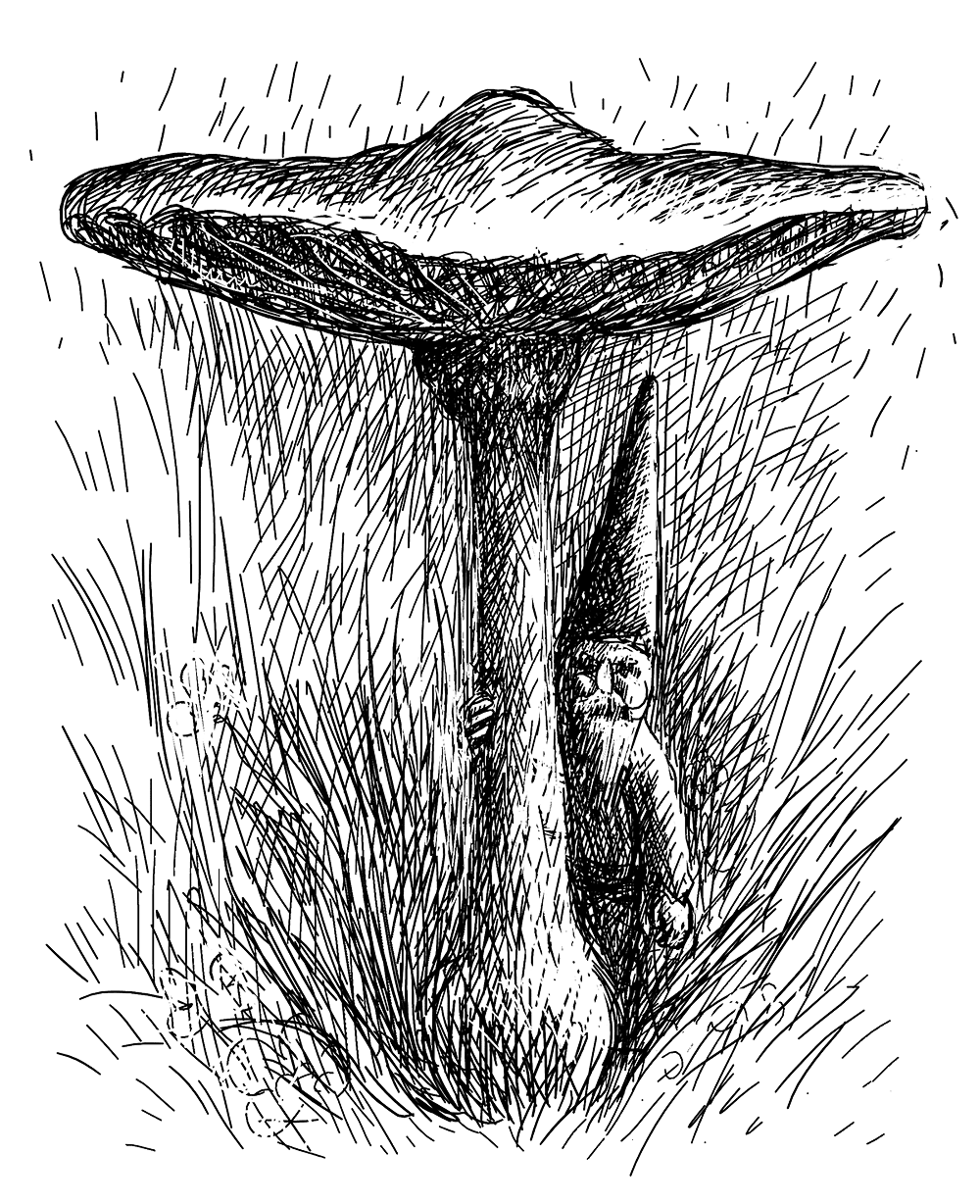
一隻藏在香菇下的地精

地精或地靈（或音譯為諾姆）是一種在歐洲的傳說中出現的妖怪，身材矮小，頭戴紅色帽子，身穿伐木衣，經常在地下活動，成群結隊出沒。由於他的特性與其他傳說生物很近似，他亦經常被錯誤當作是精靈、哥布林或矮人。Gnome語源為Ge（大地）+Nomos（家）或Gnosis（智者）。歐美的家家戶戶皆有地精造型的裝飾品。地精也被視為代表大地的元素四精靈之一。
角色扮演遊戲《龍與地下城》中的侏儒（Gnome）(臺灣的3.5版翻譯為地侏)和上述者其實是同一種生物。

## 《魔獸世界》中的地精
地精在遠古時期是由泰坦六大守望者之一的彌米倫（Mimiron）所創造的僕人，稱為機械地精（Mechagnomes），他們負責協助彌米倫各種有關發明的事務。
後來與其他許多泰坦造物一樣，這些機械地精也受到了古神所施放出來的血肉詛咒的影響，變成會受傷、會老死的血肉生物。
這些血肉化的地精仍然和以前一樣，充滿著好奇心並擅於發明各種事物；在白雪紛飛的丹莫洛群山中，地精們建造了屬於自己的地下機械都市：「諾姆瑞根」（Gnomeregan），與鄰近的銅鬚矮人一族和平相處。
在獸人入侵時，地精們加入了由人類王國組成的聯盟，一同對抗來犯的部落大軍，最終獲得了勝利。
然而近來，一群從地下冒出來，被稱為石鄂怪（Trogg）的種族入侵了諾姆瑞根；同時接踵而來的是輻射外漏事件，導致許多地精被影響而發瘋，最終這些倖存者只能拋棄自己的家園，向銅鬚矮人求助。

## 《哈利波特》中的地精
在由J·K·羅琳創作的《哈利波特》中，地精被形容為一種居住在花園地底的一種生物。他們擁有似馬鈴薯的外表、牙齒鋒利、渾身毛髮。他們的智商不高，每當有人類要清除他們的時候就會聚集一起湊熱鬧，結果就被人扔到花園外，而他們通常都會找不到路回家。

## 外部連結
- Gnome Gallery Page（页面存档备份，存于）
- The Gnome Reserve & Wild Flower Garden（页面存档备份，存于）